# Thomas Schieb
Thomas Schieb (* 1964) ist ein deutscher Diplomat. Er ist seit August 2022 Ständiger Vertreter Deutschlands bei der Organisation für das Verbot chemischer Waffen.

## Leben
Schieb studierte Volkswirtschaftslehre an der Universität Göttingen und ging anschließend in den Auswärtigen Dienst. 1994 wurde er Referent im Sonderstab Bosnien im Auswärtigen Amt in Bonn. Von Mai bis September 1996 war er Zweiter Sekretär für Humanitäre Hilfe an der Botschaft Sarajevo (Bosnien und Herzegowina). Im Anschluss war er bis 1998 Erster Sekretär und Kultur- und Pressereferent der Botschaft Daressalam (Tansania). Nach einer erneuten Tätigkeit als Referent im Auswärtigen Amt ging Schieb 2002 als Botschaftsrat an die Ständige Vertretung der Bundesrepublik Deutschland bei der EU in Brüssel. 2005 bis 2009 war er stellvertretender Europäischer Korrespondent im Auswärtigen Amt, anschließend übernahm er die Leitung der dortigen EU-Koordinierungsgruppe. Ab 2014 war Schieb Politischer Koordinator an der Ständigen Vertretung bei den Vereinten Nationen in New York City. Seit 2018 war er Leiter der Botschaft Belgrad und Botschafter der Bundesrepublik Deutschland in Serbien. Im August 2022 übernahm er die Leitung der Ständigen Vertretung Deutschlands bei der OVCW in Den Haag.
Schieb ist verheiratet und hat drei Kinder.